# Magnus Minnesköld
Magnus Minnesköld (auch Magnus Minniskiöld; * im 12. Jahrhundert; † 31. Januar 1208 in der Schlacht bei Lena) war ein schwedischer Hochadeliger und Landrichter, der zum näheren Stammvater des schwedischen Herrscherhauses der Folkunger wurde, das eine Vielzahl hoher Würdenträger und von 1250 bis 1387 die Könige von Schweden stellte.

Stammwappen der Dynastie der Folkunger („Folkungerlöwe“)

## Herkunft
Magnus Minnesköld stammt aus einer Familie, die nach ihrem Stammsitz Bjälbo (heute in der Gemeinde Mjölby in Östergötland) als „Bjälbo-Geschlecht“ (schwedisch: Bjalboätten) bezeichnet wurde.
Als ältester Vorfahre gilt Folke der Dicke, der um 1100 lebte, und ein so mächtiger Herr war, dass er Ingegerd eine Tochter von Knut IV. dem Heiligen, König von Dänemark (1080–1086) zur Frau bekam und damit zu den ersten Magnaten des Königreichs Dänemark zählte. Die Herkunft Folkes ist nicht ganz geklärt. Nach dem dänischen Geschichtsschreiber Saxo Grammaticus (* ca. 1140, † ca. 1220) war er ein Angehöriger des schwedischen Uradels, da er ihn schon im frühen 12. Jahrhundert in seinem Werk Gesta Danorum als „Sueticae gentis nobilissimus“ (Vornehmsten des schwedischen Volkes) bezeichnet[1] und schreibt, dass er „im Besitze großer Güter und fester Schlösser in den Göthalanden“ war.
Wegen des Vornamens gibt es jedoch, wie Brenner erwähnt, auch Vermutungen, dass er aus Frankreich gekommen sein und vielleicht mit Foulques de Beaumont, Seigneur de Montevrault, (in Frankreich urkundlich bis ca. 1086) identisch sein könnte.
Der Vater von Magnus Minnesköld war der schwedische Magnat Bengt Folkasson Snivil, Jarl in Schweden, der ein Sohn von Folke dem Dicken und der Prinzessin Ingegerd von Dänemark (eine Tochter von Knut dem Heiligen) aus dem Haus des Torkel Björnsson, auch Thorgils Sprakalägg genannt.
Name und Herkunft der Mutter von Magnus Minnesköld sind nicht bekannt.

## Leben

### Im Schatten des Bruders

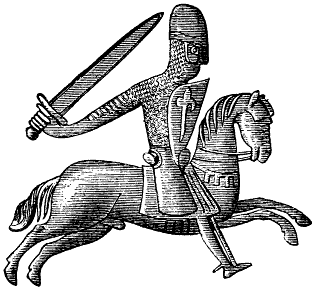
Das Siegel Brosas

Das Leben des Magnus Minnesköld war durch seinen sozialen Hintergrund – als Angehöriger einer der mächtigsten Familien in Schweden mit verwandtschaftlichen Beziehungen zu den Herrschern von Dänemark und Norwegen – aber auch durch den Umstand geprägt, dass er nicht der älteste Sohn und daher nicht das Haupt seiner Familie war. Er war der jüngere Bruder von Birger Brosa (um 1161, † 9. Januar 1202), der 1174 von Knut Eriksson König von Schweden (1167–1196) (Sohn von Erik IX. Jedvardsson „der Heilige“, König von Schweden (1156–1159)) zum Jarl (Herzog) in Schweden – „Jarl der Schweden und Gauten“ – ernannt wurde. Birger Brosa konnte diese Position auch unter Knuts Nachfolger Sverker II. (1196–1208) fast dreißig Jahre lang bis zu seinem eigenen Tod im Jahre 1202 halten.
Magnus stand daher im Schatten seines mächtigen Bruders, der ihm die Aussicht auf das höchste Amt unter dem König – das des Jarl – verstellte. Obwohl nähere Details nicht bekannt sind, ist wohl nicht daran zu zweifeln, dass er – gemeinsam mit seinem älteren und mit seinem jüngeren Bruder, Karl, genannt „der Taube“ († 8. August 1220), der seinerseits von 1216 bis 1220 Jarl in Schweden war, in Schweden und am königlichen Hof eine wichtige Rolle spielte.

### Rolle im Kampf um die Krone
Fest steht, dass er an dem Kampf zwischen Sverker II. Karlsson aus dem Sverkergeschlecht und Erik X. Knutsson aus dem Eriksgeschlecht um die schwedische Königskrone aktiv beteiligt war.
Dieser Kampf wurde in drei Schlachten ausgefochten:
In der Schlacht bei Älgarås, (heute ein Ort in der schwedischen Gemeinde Töreboda in Västergötland) im November 1205 – in der Sverker II. den Prätendenten Erik Knutsson besiegte. In der Schlacht bei Lena, (heute Kungslena in Västergötland) am 31. Januar 1208 – in der Erik Knutsson mit einem schwedisch-norwegischen Heer König Sverker II. und dessen vorwiegend dänische Armee vernichtend besiegte, ihn vom Thron vertrieb und sich selbst als Erik X. zum König von Schweden (1208–1216) machte. Sowie in der Schlacht bei Gestilren (vielleicht bei Enköping in Uppland) am 17. Juli 1210 – in der der vertriebene König Sverker II. mit einer dänischen Armee versuchte, seinen Thron zurückzugewinnen, jedoch besiegt wurde und in der Schlacht fiel.

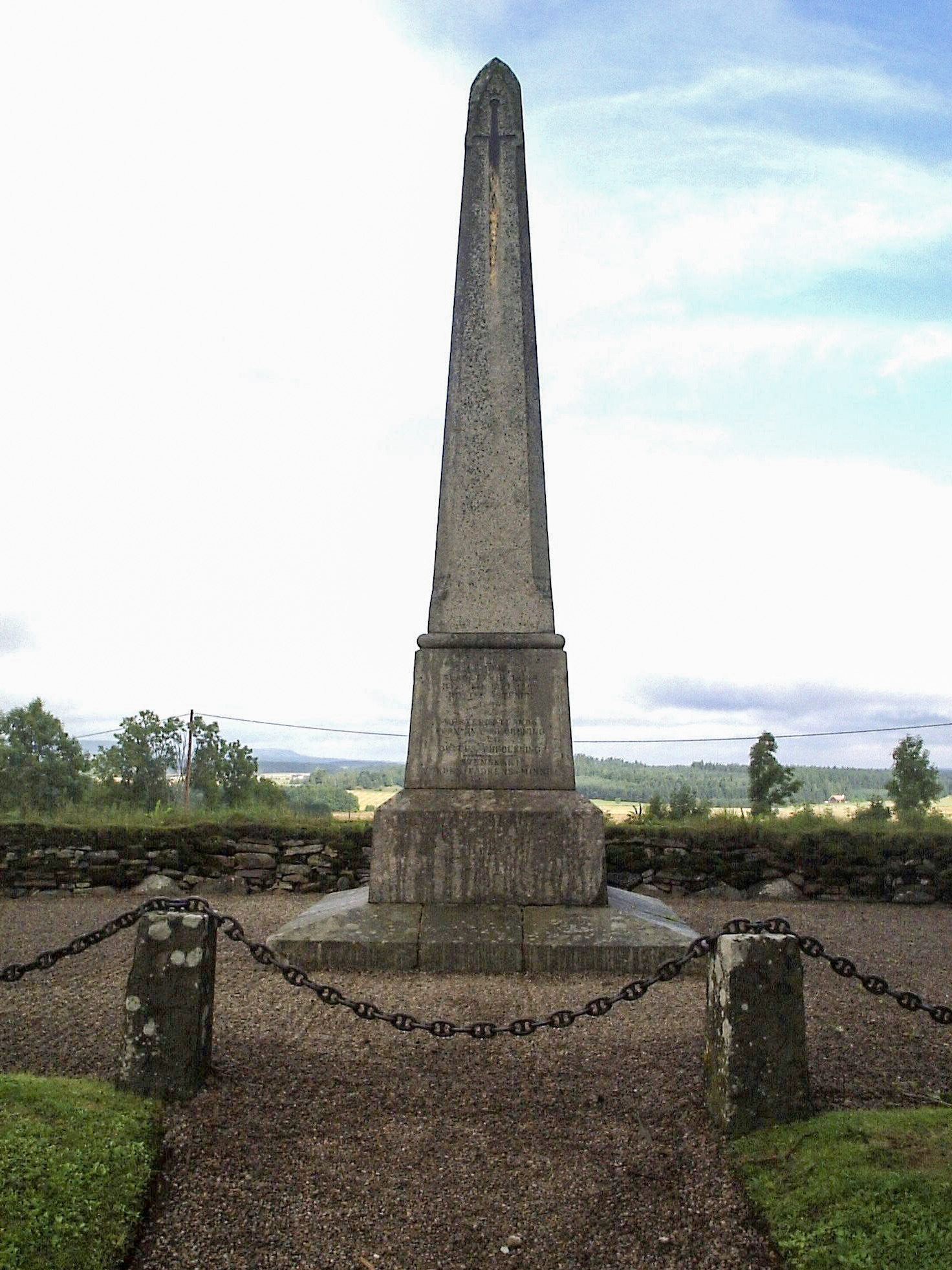
Denkmal für die Schlacht bei der Kirche von Kungslena, aufgestellt 1894

Magnus Minneskjöld nahm an den Kämpfen wohl als Feldherr von König Sverker II. teil, da dieser 1196 nur dank der Unterstützung durch seinen Bruder, Birger Brosa – damals Jarl von Schweden -die schwedische Krone erlangt hatte.

### Tod in der Schlacht
Dieser Machtkampf sollte schließlich auch das Ende des Magnus Minnesköld besiegeln. Er fiel im Rahmen dieser internen kriegerischen Auseinandersetzungen – vermutlich in der Schlacht bei Lena am 31. Januar 1208. Möglicherweise jedoch erst in der Schlacht bei Gestilren am 17. Juli 1210.

## Ehe und Nachkommen
Magnus Minnesköld war zweimal verheiratet.
Über seine erste Frau gibt es keine näheren Informationen.
Magnus heiratete um 1195 – als seine zweite Frau – Ingrid Ylva Sunesdotter (* ca. 1180, † ca. 1250–1255) eine Tochter von Sune Sik (* c. 1154), der – folgt man dem schwedischen Reformator und Historiker Olaus Petri (* 1493, † 1552) -vermutlich ein jüngerer Sohn von König Sverker I. von Schweden (1130–1156) war. An Ingrid Ylva erinnert der nach ihr benannte Turm der Pfarrkirche in Bjälbo, von dem aus sie der Messe beigewohnt haben und in dem sie bei Gefahr Zuflucht gefunden haben sollen.
Kinder:
Aus 1. Ehe:

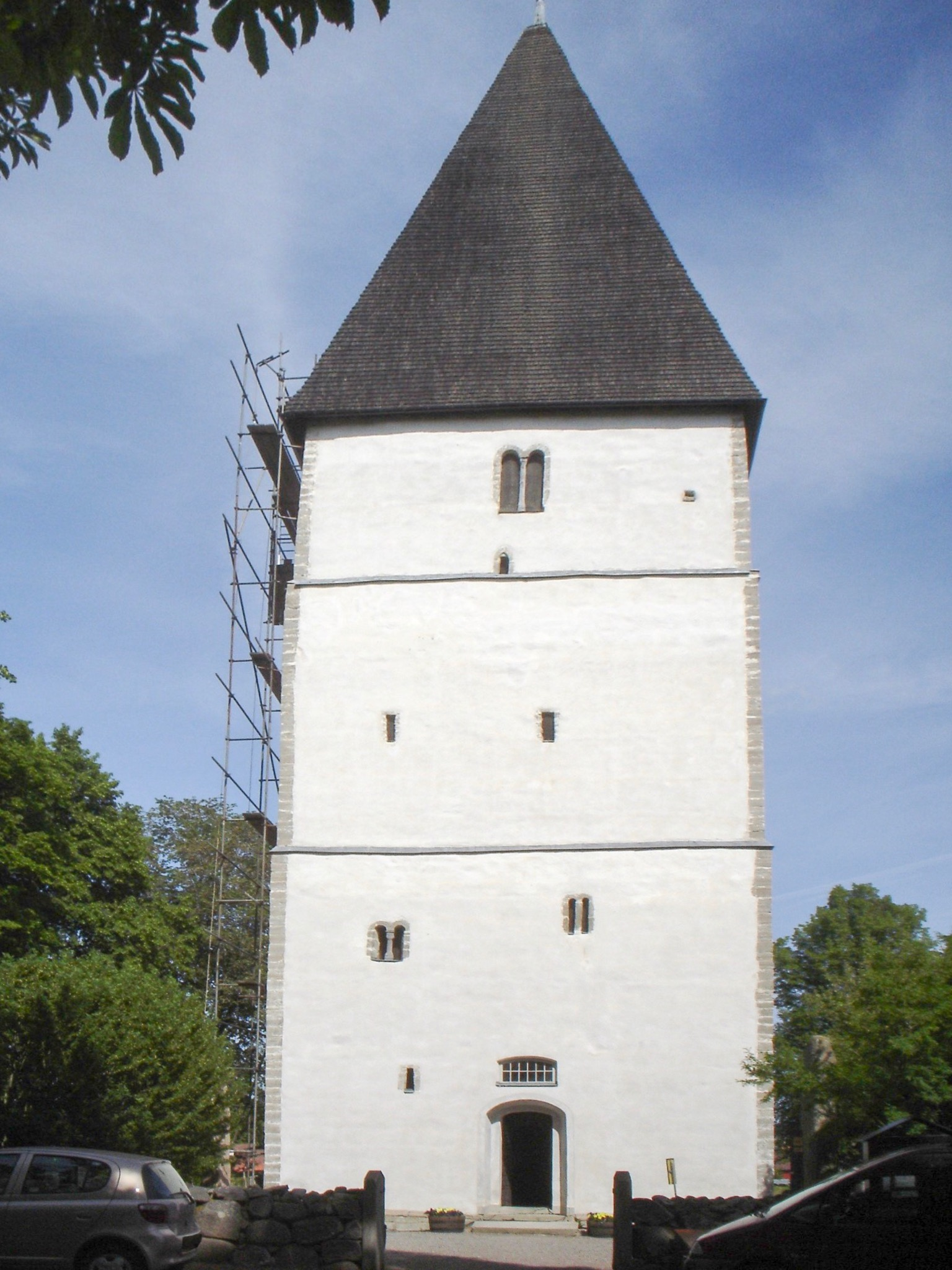
Der Kirchturm der Ingrid Ylva in Bjälbo

- Eskil Magnusson (Bjälboätten) († ca. 1227), Lagman (Gesetzessprecher/Landrichter) in Västergötland ⚭ 1217 Kristina Nilsdotter († 1254), Tochter von Nils Blaka und der Katharina Eriksdotter von Schweden († 1209). Kristina war in erster Ehe mit dem norwegischen Jarl Hakon „galinn“ (der Verrückte) verheiratet und eine Enkelin von Erik IX. Jedvardsson „dem Heiligen“, König von Schweden (1156–1160) und Schutzheiliger Schwedens.
- Ne Magnusdotter (Bjälboätten) ⚭ Sigtrygg Bengtsson (Boberg) († n. 1219)
- Karl Magnusson (Bjälboätten) († 8. August 1220 in der Schlacht bei Lihula in Estland), Bischof von Linköping (1216–1220) und schwedischer Reichskanzler.

Aus 2. Ehe:
- Bengt Magnusson (Bjälboätten) († 4. Januar 1237), folgte auf seinen Bruder Karl Magnusson als Bischof von Linköping (1220–1236)
- Birger Magnusson (Bjälboätten), genannt Birger Jarl (* ca. 1210, † 21. Oktober 1266), 1248 Reichsverweser des Königreiches Schweden Gründer der Stadt Stockholm ⚭ 1.) Ingeborg Eriksdotter, Prinzessin von Schweden († 17. Juni 1245), Tochter von König Erik X. Knutsson von Schweden (1208–1216) ⚭ 2.) 1261 Mechthild von Holstein (* 1220/25, † 1288 in Kiel); Witwe von König Abel von Dänemark (1250–1252), Tochter des Grafen Adolf IV. von Schauenburg und Holstein.

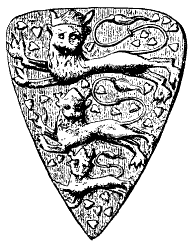
Valdemar Birgerssons Wappen

- Dessen Sohn Waldemar I. Birgersson (* 1243; † 26. Dezember 1302) wurde 1250 als Nachfolger seines Onkels mütterlicherseits, Erik XI. Eriksson, genannt „der Lispelnde und Lahme“ König von Schweden (1222–1250), als erster des Hauses Bjälboätten – besser bekannt als Folkunger – König von Schweden (1250–1275).